# Biši
Biši ali bi ši je bitje iz kitajske mitologije, eden od devetih sinov zmajskega kralja, upodobljeno kot zmaj z oklepom želve. Kamniti kipi bišija se v kitajski kulturi že več stoletij uporabljajo kot okrasni podstavek za spominske stele in plošče, zlasti v pogrebnih kompleksih poznejših cesarjev in v spomin na pomembne dogodke, kot je cesarski obisk ali obletnica zmage v drugi svetovni vojni. Uporabljajo se tudi za podnožja mostov in obokov. Kipi bišija se tradicionalno podrgnejo za srečo, kar lahko povzroči njihovo obrabo. Bišije se najde po vsej Vzhodni Aziji in ruskem Daljnem vzhodu.

## Zgodovina
Običaj postavljanja stel na želvah je nastal najpozneje v začetku 3. stoletja v pozni dinastiji Han. Raziskava iz leta 1957 kaže, da je najstarejša obstoječa stela na želvi tista na grobnici Fan Mina v okrožju Lušan v Sečuanu. Zgodovinarji se strinjajo, da je bila postavljena leta 205.  Stela ima zaobljen vrh z motivom zmaja v nizkem reliefu,  predhodniku dveh prepletenih zmajev, zelo pogostih tudi  na stelah dinastij Ming in Čing več kot tisoč let kasneje.
V zbirki muzeja Nankinga je hunping (pogrebni vrč za dušo) iz leta 272 z miniaturno arhitekturno kompozicijo na vrhu, ki med drugim prikazuje želvo, ki nosi stelo. Stelo je postavil Čangša, guverner  dinastije Džin v čast lokalnemu veljaku.
Morda najbolj znan ohranjen zgodnji primer tega žanra je skupina štirih želv s stelami v mavzoleju Šjao Šuja (475–518), mlajšega brata Vuja, prvega cesarja iz dinastije Liang, najden blizu Nankinga.
Tradicija bišija  je cvetela v času dinastij Ming in Čing. Ustanovitelj dinastije Ming, cesar Hongvu, je v prvem letu po razglasitvi dinastije (1368) objavil predpise, ki so dovoljevali stele na želvah samo višjim slojem in mandarinom. Leta 1396 je pravila zaostril in postavljanje takšnih stel dovolil samo najvišjemu plemstvu in najvišjemu uradništvu. Z istimi predpisi so bili predpisani tudi tipi zmajev na kroni stele ter vrsta in število drugih kipov na grobišču.
V mavzoleju cesarja Hongvuja je ogromen biši s tako imenovano Šengdejsko stelo, ki pozdravlja obiskovalce v paviljonu Sifangčeng ob vhodu v kompleks mavzoleja. Tri stoletja pozneje (1699) je cesar Kangši iz dinastije Čing med  obiskom Nankinga prispeval drugo želvo s stelo, ki hvali ustanovitelja dinastije Ming in ga primerja z ustanoviteljema velikih dinastij Tang in Song.
Tradicijo stel na želvah cesarja Hongvuja so nadaljevali cesarji kasnejših dinastij Ming in Čing, katerih mavzoleje običajno krasijo tudi stele na bišijih. 
Premier Republike Kitajske Tan Jankaj (1880–1930) je s stelo pri templju Linggu pri Nankingu posmrtno počastil celo samooklicanega cesarja Juan Šikaja, čigar stelo so uničili med socialistično revolucijo.  
Občasno je bil z bišijem počaščen tudi kak tuj voditelj države, na primer brunejski sultan Abdul Madžid Hasan, ki je umrl med obiskom Kitajske leta 1408.
Ko so leta 1625 v Šjanu izkopali starodavno krščansko stelo, so jo postavili na hrbet želve. Leta 1907 je bila ta tako imenovana Šjanska stela skupaj z želvo prestavljena v muzej Gozd stel.
Med sodobnimi arheološkimi izkopavanji in gradbenimi deli še vedno odkrivajo dolgo izgubljene bišije. Med najbolj izjemnimi najdbami je ogromna 1200 let stara kamnita želva iz Džengdinga, provinca Hebej, odkrita  junija 2006. Dolga je 8,4 m, široka 3,2 m in visoka 2,6 m in tehta 107 ton. Želvo so preselili v džendinški tempelj Kaijuan.

## Bišiji izven Kitajske
Koncept stele na želvi in okronanega zmaja so zgodaj sprejele tudi severne kitajske sosede. Najzgodnejši ohranjeni spomenik iz Turškega kaganata je tako imenovana Bugutska stela iz poznega 6. stoletja. Stala je v provinci Arkangaj v zahodni Mongoliji. Na njej je sogdijski in najverjetneje brahmanski mongolski napis. Stela je zdaj v glavnem mestu province Cecerlegu. Po mnenju turškega raziskovalca Cengiza Alyilmaza je ravno ta stela vplivala na graditelje pomembnih stel iz 8. stoletja s staroturškimi napisi, od katerih so mnoge stale na želvah. Med slednjimi je verjetno najbolj dostopna stela Terhin-Gol Bajančur kana, postavljena leta 753, ki je zdaj v Mongolski akademiji znanosti v Ulan Batorju.
Spomenike na želvah so postavljali tudi v džurčenski dinastiji Džin in mongolski dinastiji Juan. Nekaj se jih je ohranilo v ruskem Ussurijsku in mongolskem Karakorumu. 
Na Japonskem se stela na želvah najdejo predvsem na grobovih uglednih osebnosti iz obdobja Kamakura (1185–1333), zlasti v mestu Kamakura. Drugo veliko zbirko stel na želvah iz 17. do 19. stoletja je mogoče videti na pokopališču Tottori zunaj Tottorija. Na splošno se zdi, da takšne stele niso bile posebej priljubljene ne prej ne kasneje. 
V Koreji so znane stele na želvah iz obdobju treh korejskih kraljestev. Ohranjeni so tudi tovrstni spomeniki iz kasnejše dinastije Gorjeo.
Dolgo tradicijo stel na želvah ima tudi Vietnam. Postavljali so jih v spomin na cesarje, kot je bil  Le Thaj Toja, in diplomante konfucijanske akademije v Templju književnosti v Hanoju.

## Galerija
- ;Mavzolej Šjao Šju, Nanking, dinastija Liang okoli leta 518
- Želva iz grobnice džurčenskega generala Asikuija; stala je v okolici Ussurijska, zdaj pa stoji v Muzeju Habarovska
- Ussurijsk, dinastija Džin (1115-1234)
- Ruševine Karakoruma, dinastija Juan (13. stoletje)
- Stela cesarja Hongvuja, mavzolej Ming Šjaoling, Nanking, okoli 1400
- Okolica templja Linggu, Nanking, dinastija Ming
- Stela, postavljena v spomin na obnovo mostu Marca Pola v Pekingu leta 1668
- Bobnarski stolp, Nanking, 1684
- Stela cesarja Kangšija v mavzoleju Ming Šjaoling, Nanking, 1699
- Stela cesarja The Čjanlonga, Peking, 1785
- Tan Jankajeva grobnica blizu templja Linggu, Najdžing, okoli 1930
- Spomenik druge svetovne vojne v gradu Vanping, Peking, 1995
- Grobnici samurajev Šimazuja Tadahise (u. 1227) in Morija Suemitsuja (1202-1247), ustanoviteljev klanov Šimazu in Mori, Kamakura, Japonska
- Tempelj Lingjin, Hangdžov